# Charles Van der Cruyssen
Charles Van der Cruyssen (* 11. Juli 1874 in Gent; † 30. April 1955 in Florenville) war ein belgischer Unternehmer, Kriegsfreiwilliger und unter dem Ordensnamen Maria Albert OCSO 53. Abt des Trappistenklosters Orval.

## Leben

Wappen

Van der Cruyssen wurde als ältester Sohn des Genter Unternehmers Charles Van der Cruyssen und dessen Frau Jeanne Moerman geboren. Nach dem Studium arbeitete Charles im Tapezier-Unternehmen seiner Eltern, 1896 machte er sich gemeinsam mit seinem Bruder selbstständig. Einige Jahre danach konnte er öffentliche Aufträge der belgischen Regierung annehmen, darunter auch die Errichtung des belgischen Pavillons auf der Weltausstellung 1905 in Lüttich und der Weltausstellung 1906 in Mailand.
Van der Cruyssen spielte eine führende Rolle in der belgisch-nationalen Mittelstandsbewegung und war Mitglied im Bundesvorstand der Katholischen Jungen Garden. Außerdem gründete er den Klub „Gott und Vaterland“.
Nach Ausbruch des Ersten Weltkrieges meldete er sich freiwillig zur Armee und war bereits im September 1914 in den Rang eines Sergeant (Unteroffizier) aufgestiegen, im Jänner 1916 wurde er zum Leutnant ernannt. 1918 wurde er schwer verletzt von der deutschen Armee gefangen genommen, konnte aber entkommen. Er wurde mit sechs Medaillen und dem französischen und belgischen Kriegskreuz ausgezeichnet und als Kriegsheld gefeiert.

### Eintritt in den Trappistenorden
Nach dem Krieg trat Van der Cruyssen unter dem Ordensnamen Maria Albert ins Trappistenkloster La Trappe in Soligny in Frankreich ein, im November 1924 legte er die Feierliche Profess ab und wurde im Dezember 1925 zum Priester geweiht. Noch vor seinem Eintritt in den Orden hatte er sein Privatvermögen dem belgischen Bund der katholischen Mittelklassen und dem Klub „Gott und Vaterland“ hinterlassen.
1926 begannen die Planungsarbeiten zum Wiederaufbau des während des Ersten Koalitionskrieges 1793 zerstörten belgischen Trappistenklosters Orval bei Florenville, welcher durch private Spenden finanziert wurde. P. Maria Albert beteiligte sich gemeinsam mit anderen Mönchen an der Organisation der Aufbauarbeiten und sammelte erfolgreich Spendengelder. Am 29. Februar 1936 wurde er zum ersten Abt des neu aufgebauten Klosters ernannt und war damit 53. Abt der Abtei Orval.
1949 erlitt er zwei schwere Schlaganfälle und musste aufgrund seines Gesundheitszustandes am 17. Oktober 1950 als Abt zurücktreten. Er starb am 30. April 1955 im Kloster.